# Cirilo Flores (Bischof)

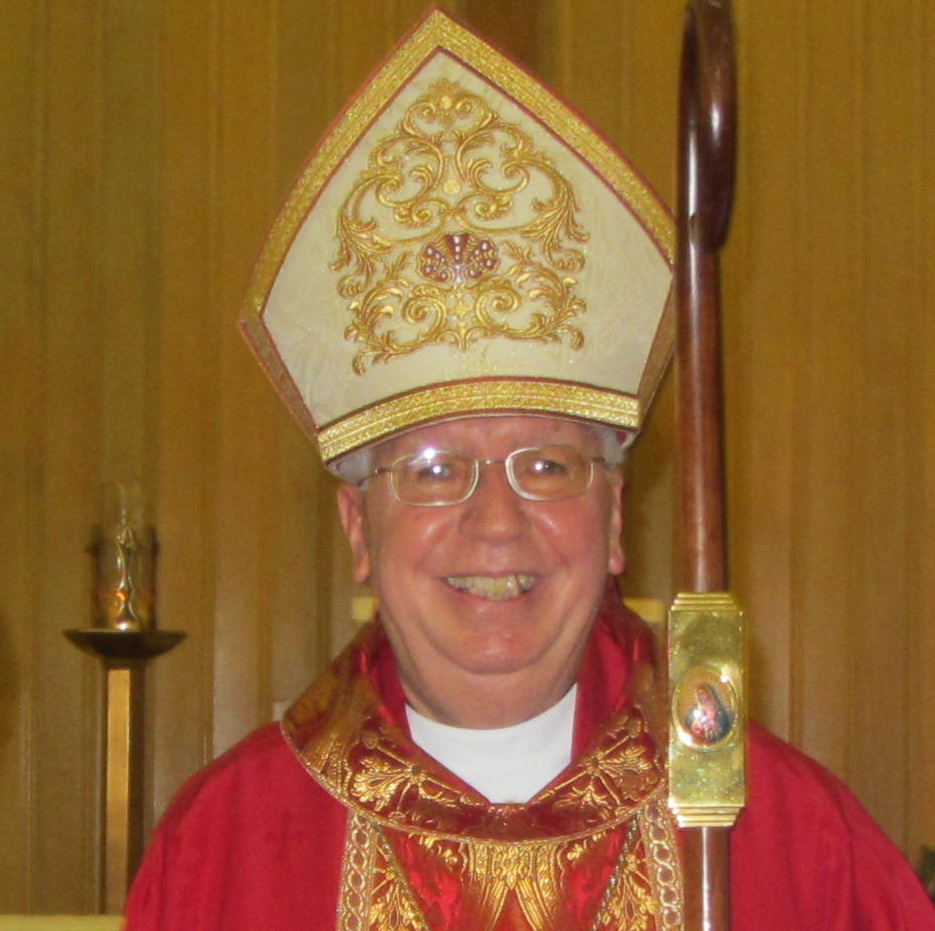
Cirilo Flores (2013)

Cirilo B. Flores (* 20. Juni 1948 in Corona, Kalifornien; † 6. September 2014 in San Diego, Kalifornien) war ein US-amerikanischer Geistlicher und Bischof von San Diego.

## Leben
Cirilo Flores wurde 1948 im kalifornischen Corona als drittes von sechs Kindern geboren. Er besuchte die örtlichen Schulen und machte seinen Abschluss an der katholischen Notre Dame High School in Riverside im Bistum San Bernardino. Flores studierte an der Loyola Marymount University in Los Angeles und an der Stanford University, bevor er zehn Jahre lang als Jurist in den Bezirken Los Angeles und Riverside arbeitete. 1986 trat er in das Priesterseminar St. John in Camarillo ein und wurde am 8. Juni 1991 vom Bischof von Orange, Norman Francis McFarland, zum Priester für das Bistum Orange in California geweiht. Als Pfarrvikar war er in den Städten Santa Ana, Costa Mesa, Newport Beach und La Habra tätig. Ab 2000 war er Pastor von St. Anne in Santa Ana, ab September 2008 Pastor von St. Norbert in Orange.
Am 5. Januar 2009 ernannte ihn Papst Benedikt XVI. zum Titularbischof von Quiza und Weihbischof von Orange in California. Der Bischof von Orange in California, Tod David Brown, spendete ihm am 19. März desselben Jahres die Bischofsweihe; Mitkonsekratoren waren der Weihbischof von Orange in California, Dominic Mai Luong, und der emeritierte Bischof von Orange in California, Norman Francis McFarland.
Am 4. Januar 2012 ernannte ihn Benedikt XVI. zum Koadjutorbischof von San Diego. In dieser Funktion unterstützte er den amtierenden Bischof Robert Henry Brom, bis dessen Rücktritt am 18. September 2013 von Papst Franziskus angenommen wurde. Flores wurde damit der fünfte Bischof von San Diego und übernahm die Leitung der Diözese.
In der Bischofskonferenz der Vereinigten Staaten arbeitete Flores in den Kommissionen für Lateinamerika und die Hispanics mit.
Im April 2014 erlitt Flores einen Schlaganfall. Im August 2014 wurde bei ihm zudem Prostatakrebs diagnostiziert, an dessen Folgen Flores wenige Wochen nach Bekanntgabe der Diagnose verstarb.
Cirilo Flores war Großoffizier des Ritterordens vom Heiligen Grab zu Jerusalem.

## Wappen

Wappen des Bischofs Flores

Das Wappen von Bischof Flores zeigt auf blauem Grund eine aufgeschlagene Bibel mit einem Krummstab. Damit soll die Aufgabe des Priesters ausgedrückt werden, die Gemeinde durch das Wort Gottes zusammenzuhalten. Im Bistum Orange in California, in der er 18 Jahre lang als Pfarrer wirkte, war dies seine Aufgabe, die durch seine Berufung zum Weihbischof in Orange und später zum Bischof von San Diego noch verstärkt wurde. Über der Bibel und dem Krummstab befindet sich eine Krone, die zusammen mit dem blauen Hintergrund die Jungfrau Maria ehrt. Die Krone spielt auch auf den Namen von Flores’ Heimatstadt Corona an. Im unteren Teil befinden sich drei Rosen, die wiederum die Marienverehrung zum Ausdruck bringen, aber auch an die Märtyrer Mexikos erinnern sollen. Die Blumen können auch als bildliche Darstellung des Familiennamens des Bischofs verstanden werden, denn „flores“ ist das spanische Wort für „Blumen“.
Der Wahlspruch lautet For the Greater Glory of God („Alles zur größeren Ehre Gottes“). Dies ist auch der Spruch des Jesuitenordens, der Flores an der Loyola Marymount University ausbildete.